# کانن ای‌ایی-۱ پروگرام

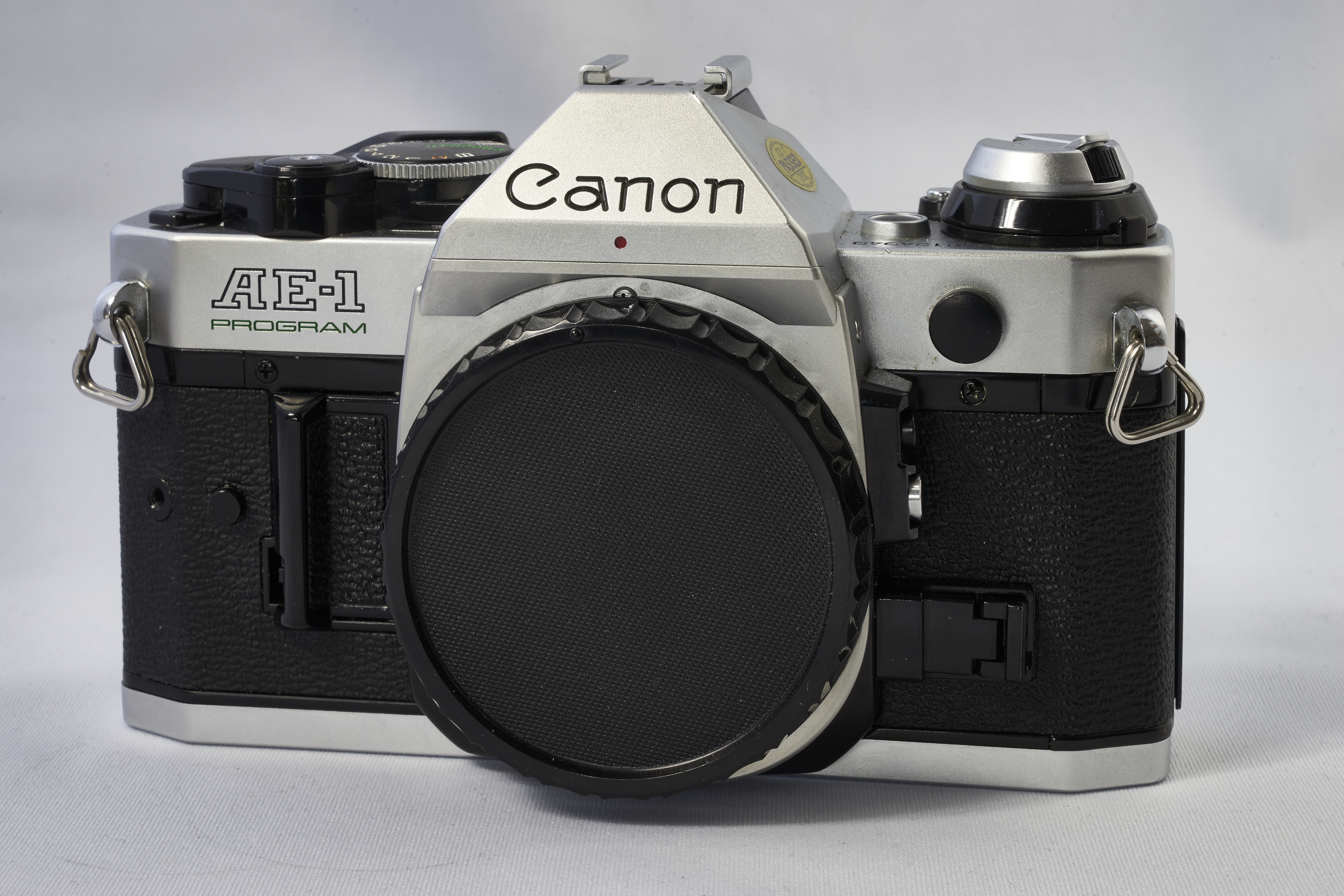
کانن ای‌ایی-۱ پروگرام

کانن ای‌ایی-۱ پروگرام (به انگلیسی: Canon AE-1 Program) یک دوربین عکاسی ساخت شرکت کانن است.